# Словенская потица
Словенская потица (словен. Slovenska potica), или просто потица, — традиционное праздничное блюдо словенской кухни, представляющее собой рулет из дрожжевого теста с различными начинками.
Наиболее ранние упоминания о потице, дошедшие до наших дней, относят к работам проповедника Приможа Трубара, опубликованным им в 1575 и 1577 годах.

## Название
Название «потица» явно имеет словенское происхождение и этимологически развилось из более ранних словенских форм, таких как «повитица», «повтица», «потвица» (в дословном переводе на русский — «завитой» пирог). Термин «словенская потица» укоренился и используется со второй половины XIX века.

## Приготовление
Словенская потица готовится из тонко раскатанного дрожжевого теста, наполненного какой-либо начинкой, но чаще всего в качестве начинки выступают молотые грецкие орехи. К наиболее характерным начинкам относятся также эстрагон, творог, лесной орех, тыквенные и маковые семена, мёд, изюм, готовят также с мясными наполнителями, такими как сало или бекон.
Словенская потица — это праздничная выпечка, которую можно приготовить либо в духовке, либо непосредственно на открытом огне. Но оригинальная словенская потица имеет кольцевидную форму и выпекается в специальной форме (керамической, стеклянной или стальной), называемой «потичник» (словен. potičnik), которая имеет в середине конический выступ.
Потицу в Словении подают на каждую Пасху и Рождество. Также она весьма популярна даже в некоторых уголках США.

## Защита
С апреля 2021 года в Европейском союзе словенская потица защищена как продукт с гарантированными традиционными особенностями (TSG).

## Галерея

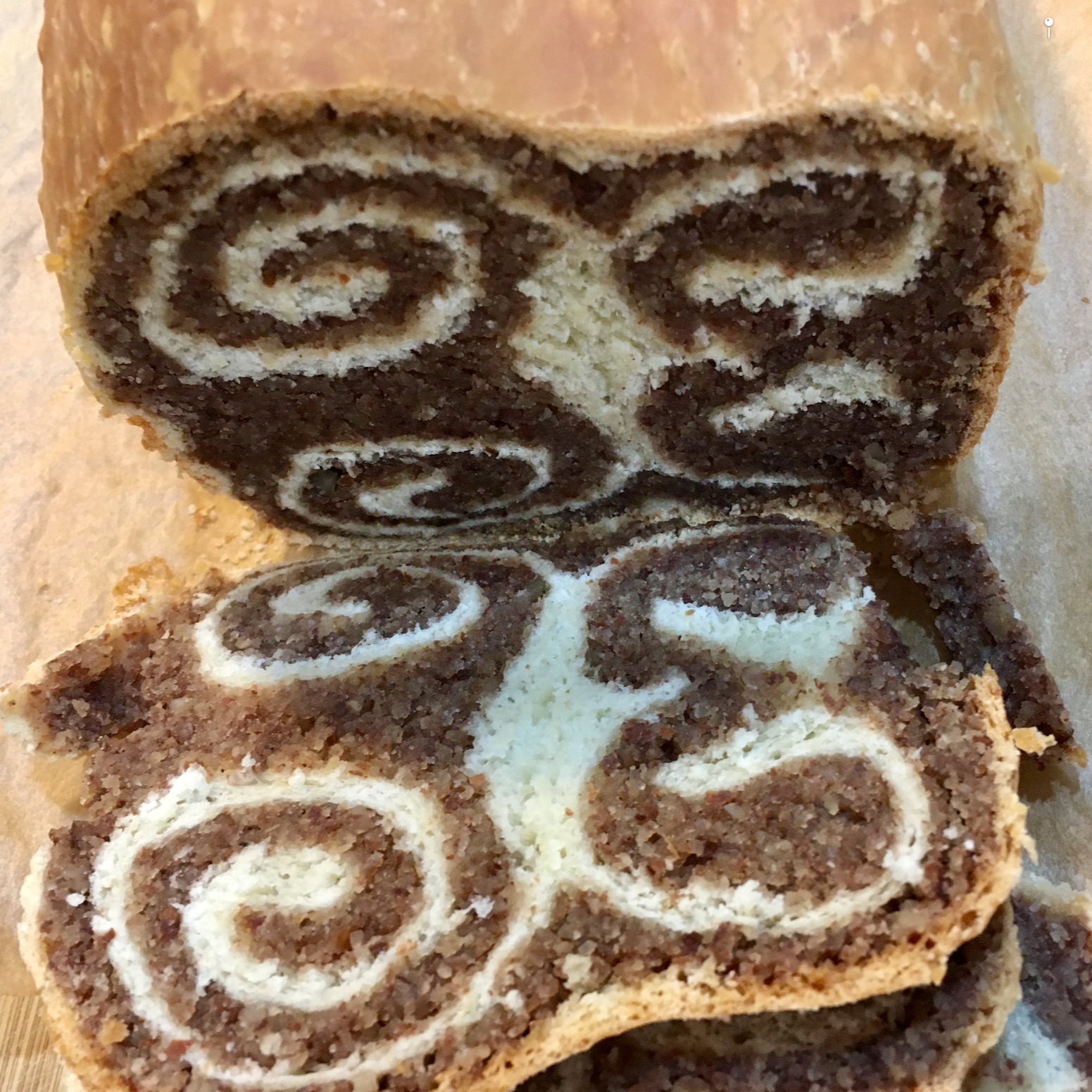
Потица с орехами и корицей
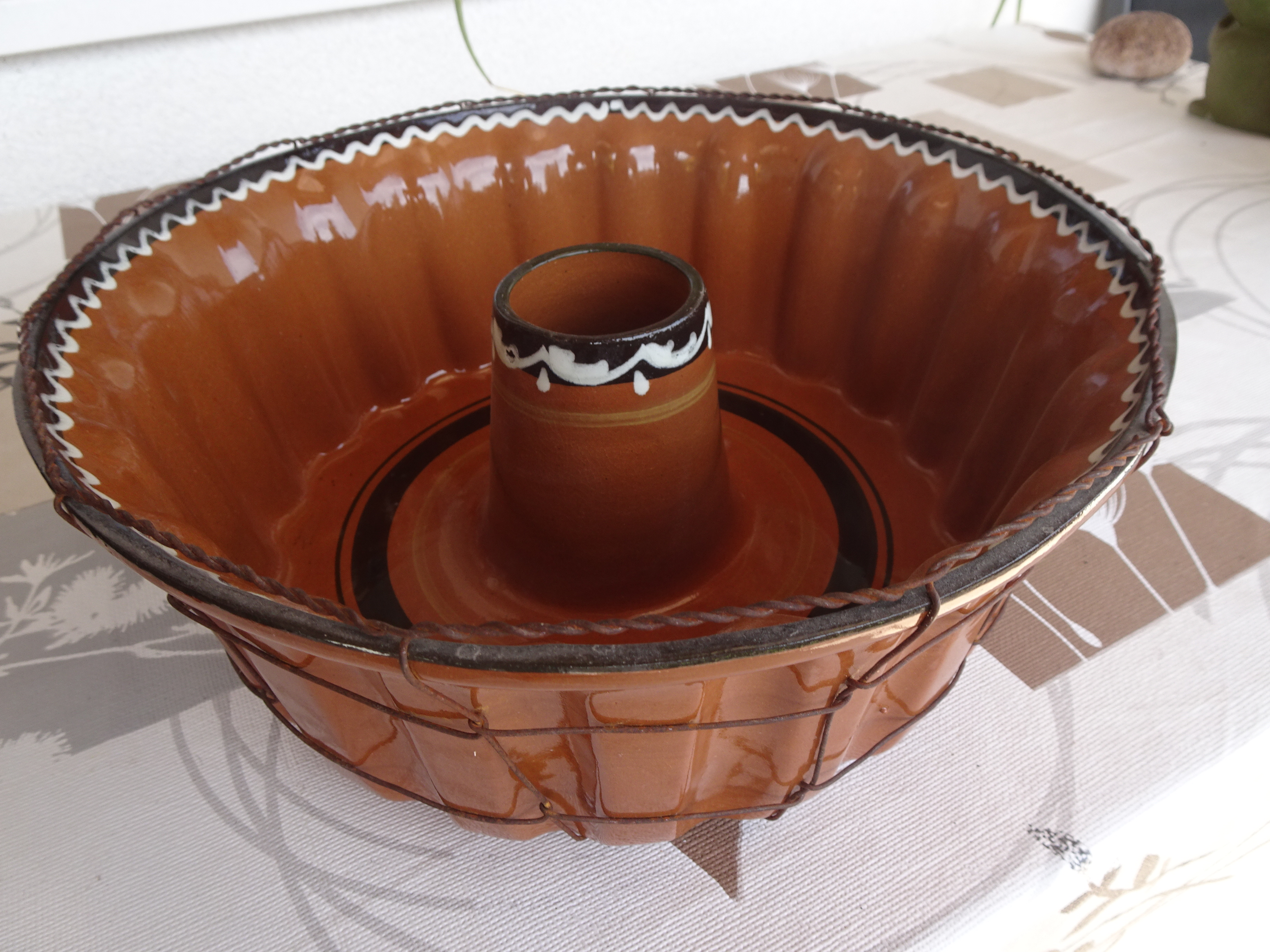
Потичник — традиционная форма для выпечки потицы
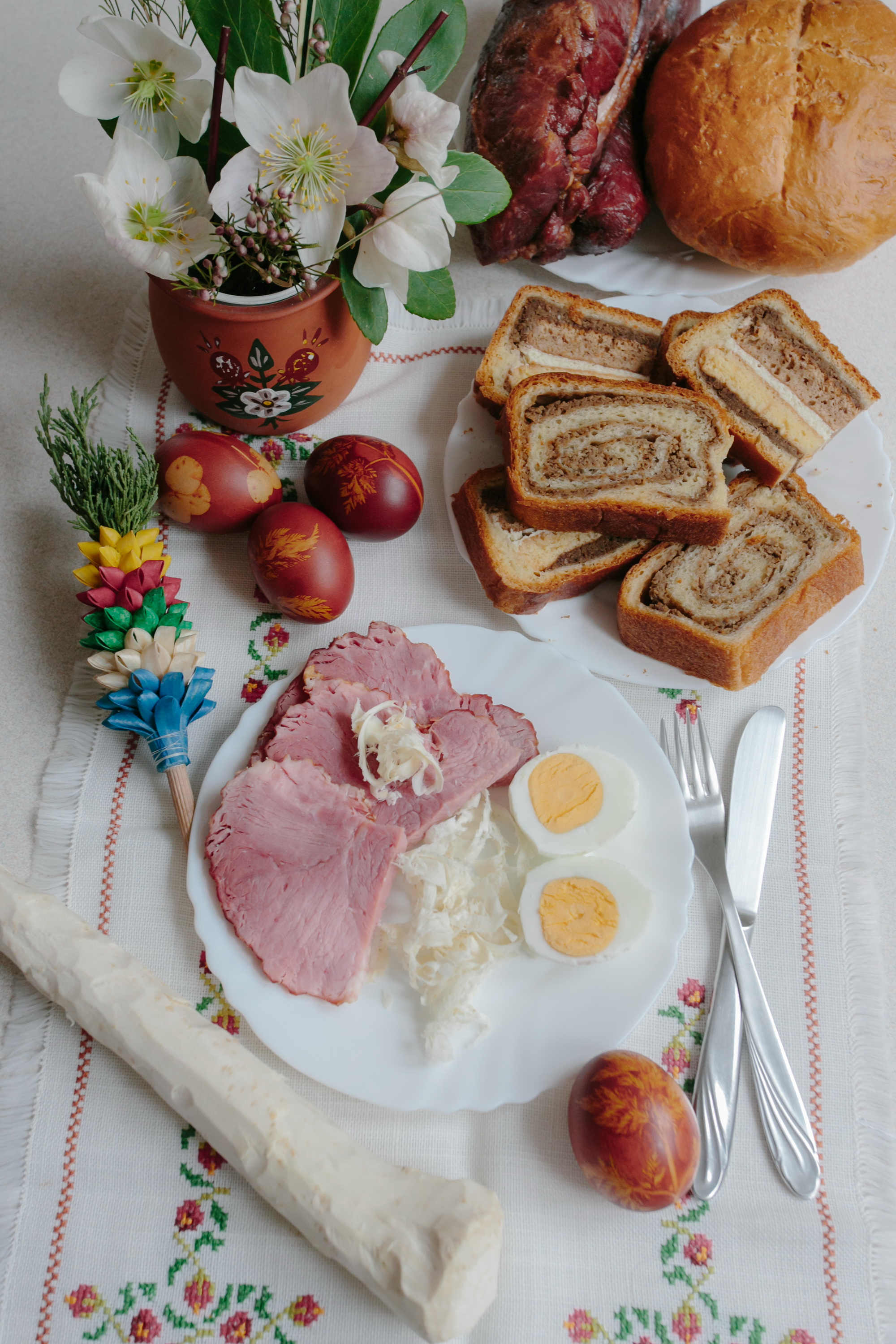
Потица на праздничном столе в Пасху